# Св. св. Константин и Елена (Оморани)
„Св. св. Константин и Елена“ (на македонска литературна норма: „Св. св. Константин и Елена“) е възрожденска православна църква във велешкото село Оморани, централната част на Северна Македония. Част е от Повардарската епархия на Македонската православна църква – Охридска архиепископия. 
Църквата е построена от майстори от строителския род Рензови - Андрей Дамянов и племенниците му Яков Зографски и Янко Георгиев. В края на август 1911 година храмът е запален от местни албанци, като отмъщение за заплахата от страна на сръбския войвода Василие Тръбич, че ще изгори албанската махала заради отвличането на девойка от Теово. Възстановена е в 1913 година. Изписана е от Димитър Папрадишки.